# Triebes
Triebes was tot 31 januari 2006 een zelfstandige gemeente (en stad) in het district Greiz van de Duitse deelstaat Thüringen. Vanaf 1 februari 2006 maakt de plaats deel uit van de gemeente Zeulenroda-Triebes.